# Francisco Sánchez de las Brozas
Pour les articles homonymes, voir Francisco Sánchez et Sanchez.
Francisco Sánchez de las Brozas, dit Le Brocense, ou encore en latin Franciscus Sanctius Brocensis, souvent désigné simplement sous le nom de Sanctius (né à Brozas, dans la province de Cáceres, en 1523 - mort à Valladolid, en 1601) est un célèbre humaniste, philologue et grammairien espagnol. Il fut notamment le maître de Jean de la Croix à l’université de l’« Athènes Castillane ».

## Œuvres
- Declaración y uso del reloj español (1549)
- Édition et commentaire de Angelo Poliziano, Angeli Politiani : Sylvae, nutricia, manto, rusticus, ambra illustratum per Franciscum Sanctium Brocensem, Salmanticae, excudebat Andreas a Portonariis, 1554.
- De arte dicendi (1556)
- Édition et commentaire de los Emblemas de Alciato, Comment. in And. Alciati Emblemata : nunc denuò multis in locis accurate recognita et quamplurimis figuris illustrata Lugduni, apud Guliel. Rouillium, 1573.
- Comentarios a la obra de Garcilaso de la Vega (1574)
- Édition de Pomponii Melae De situ orbis (1574)
- Órganum dialectum et rethóricum cunctis discípulis utilíssimum et necessarium (Lyon, 1579)
- Sphera mundi ex varies auctoribus concinnata (1579)
- Paradoxa (1581)
- Grammaticae graecae compendium (1581)
- Comentarios a la obra de Juan de Mena (1582)
- Minerva sive de causis linguae latinae (Salamanca, Renaut, 1587)
- Verae brevesque latinae institutiones (1587)
- De nonnulis Porphyrii aliorumque in dialéctica erroribus (1588)
- Édition de Las Bucólicas de Virgilio (1591)
- Édition et commentaire de l’Arte poética de Horace, In Artem Poeticam Horatii Annotationes, Salmanticae, apud Ioannem & Andream Renaut, fratres, 1591.
- Arte para saber latín (1595)
- Édition et commentaire de Auli Persii Flacci Saturae sex : cvm ecphrasi et scholiis Franc. Sanctij Brocen, Salmanticae, apud Didacum à Cussio, 1599.
- Doctrina de Epicteto (1600)